# NGC 2097
NGC 2097 ist ein offener Sternhaufen im Sternbild Dorado in der Großen Magellanschen Wolke.
Das Objekt wurde am 26. Dezember 1834 von John Herschel entdeckt.